# Akka (szczyt)
Akka (lub lule Áhkká) – szczyt w Górach Skandynawskich. Leży w Szwecji, w regionie Norrbotten, na terenie parku narodowego Stora Sjöfallet.